# Apeadeiro de Sura-Padrão
O Apeadeiro de Sura-Padrão, igualmente conhecido como Padrão, foi uma interface do Ramal de Matosinhos, situada na cidade de Matosinhos, em Portugal.

## História
O Ramal de Matosinhos foi construído em 1884, e em 1893, principiaram os comboios de passageiros e mercadorias, pela Companhia do Caminho de Ferro do Porto à Póvoa e Famalicão.
No dia 30 de Junho de 1965, foi encerrada a exploração ferroviária no Ramal de Matosinhos.